# Opérations de secours de la grotte de Tham Luang
Cette page contient des caractères thaïs. En cas de problème, consultez Aide:Unicode ou testez votre navigateur.
Les opérations de secours de la grotte de Tham Luang ont permis de sauver des enfants accompagnés de leur entraîneur de football, bloqués par les eaux dans une grotte de Thaïlande.
Le 23 juin 2018, douze enfants et leur entraîneur sont restés bloqués par la montée des eaux d'une rivière souterraine dans la grotte de Tham Luang Nang Non située dans la province de Chiang Rai en Thaïlande, à la frontière avec la Birmanie (Myanmar) et le Laos. Les eaux souterraines grossies par la mousson ont amené le groupe à pénétrer de plus en plus profondément dans la cavité, jusqu'à se trouver isolés à quatre kilomètres de l'entrée. Le même régime de pluie a conditionné le déroulement des opérations de secours qui ont permis de les retrouver. Au cours des opérations de secours Saman Kunan, un plongeur, est décédé.
Le 27 décembre 2019, Beirut Pakbara, un Navy Seal thaïlandais décède des suites d'une infection sanguine contractée lors des opérations de secours,,.

## Disparition du groupe

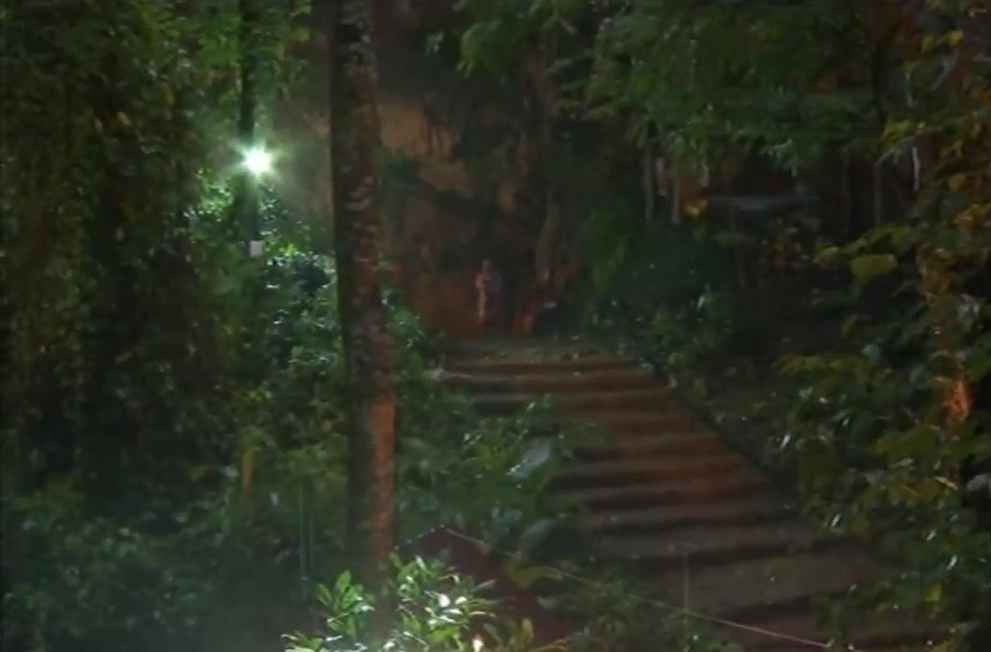
Entrée principale de la grotte.

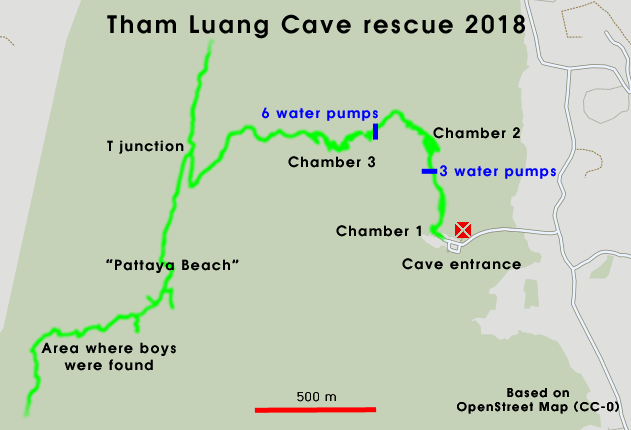
Plan de la grotte.

Dans la soirée du 23 juin 2018, une mère s'est aperçue que son fils n'était pas revenu d'un entraînement de football avec une dizaine d'autres camarades de 11 à 16 ans et leur entraîneur ; elle a alors donné l'alerte.
Les affaires des enfants, dont des vélos et des chaussures, ont été retrouvées quelques heures plus tard, par un garde forestier de la DNP (en)(thaï : กรมอุทยานแห่งชาติ สัตว์ป่า และพันธุ์พืช)[réf. nécessaire]. Elles étaient à l'entrée de la grotte de Tham Luang Nang Non, vaste système karstique souterrain creusé dans le massif du Doi Nang Non, situé dans la province de Chiang Rai en Thaïlande, à la frontière avec la Birmanie (Myanmar) et le Laos.
| Nom et prénom          | Surnom    | Âge     | Fonction dans l'équipe de football (observations)                        | Réf. |
| ---------------------- | --------- | ------- | ------------------------------------------------------------------------ | ---- |
| Pipat Bodhi            | Nick      | 15 ans  | non membre de l'équipe ; ami d'Ekkarat Wongsookchan (sorti le 8 juillet) |      |
| Monhkhol Boonpiam      | Mark      | 13 ans  | stagiaire (premier sorti, le 8 juillet à 17 h 40,)                       |      |
| Ekaphol Chantawong     | Coach Ake | 25 ans  | entraîneur                                                               |      |
| Sompong Jaiwong        | Pong      | 13 ans  | milieu de terrain                                                        |      |
| Pornchai Kamluang      | Tee       | 16 ans  | défenseur                                                                |      |
| Duangpetch Promthep    | Dom       | 13 ans  | capitaine, attaquant (décédé en Angleterre en février 2023)              |      |
| Panumas Saengdee       | Mick      | 14 ans, | défenseur                                                                |      |
| Adul Sam-on            |           | 14 ans  | ailier gauche (immigré birman, seul à parler anglais)                    |      |
| Peerapat Sompiangjai   | Night     | 16 ans  | milieu de terrain (sorti le 8 juillet)                                   |      |
| Prajak Sutham          | Note      | 14 ans  | milieu de terrain et gardien remplaçant (sorti le 8 juillet)             |      |
| Nattawut Takamsai      | Tle       | 14 ans  | attaquant                                                                |      |
| Chanin Wiboonrungrueng | Titan     | 11 ans  | attaquant (le plus jeune ; 11e sorti, le 10 juillet)                     |      |
| Ekkarat Wongsookchan   | Bew       | 14 ans  | gardien                                                                  |      |

## Déroulement du sauvetage
Au début, le Département des ressources naturelles au sein du ministère thaïlandais des ressources naturelles et de l'environnement constate qu'il ne dispose pas d'une carte complète, homogène et actualisée de la grotte. Après des recherches, il trouve Martin Ellis, un expert britannique des grottes thaïlandaises et il le contacte le 26 juin 2018 afin qu'il les aide à construire un plan de la grotte le plus précis possible à partir des cartes existantes.

### Mobilisation des secours et premier contact

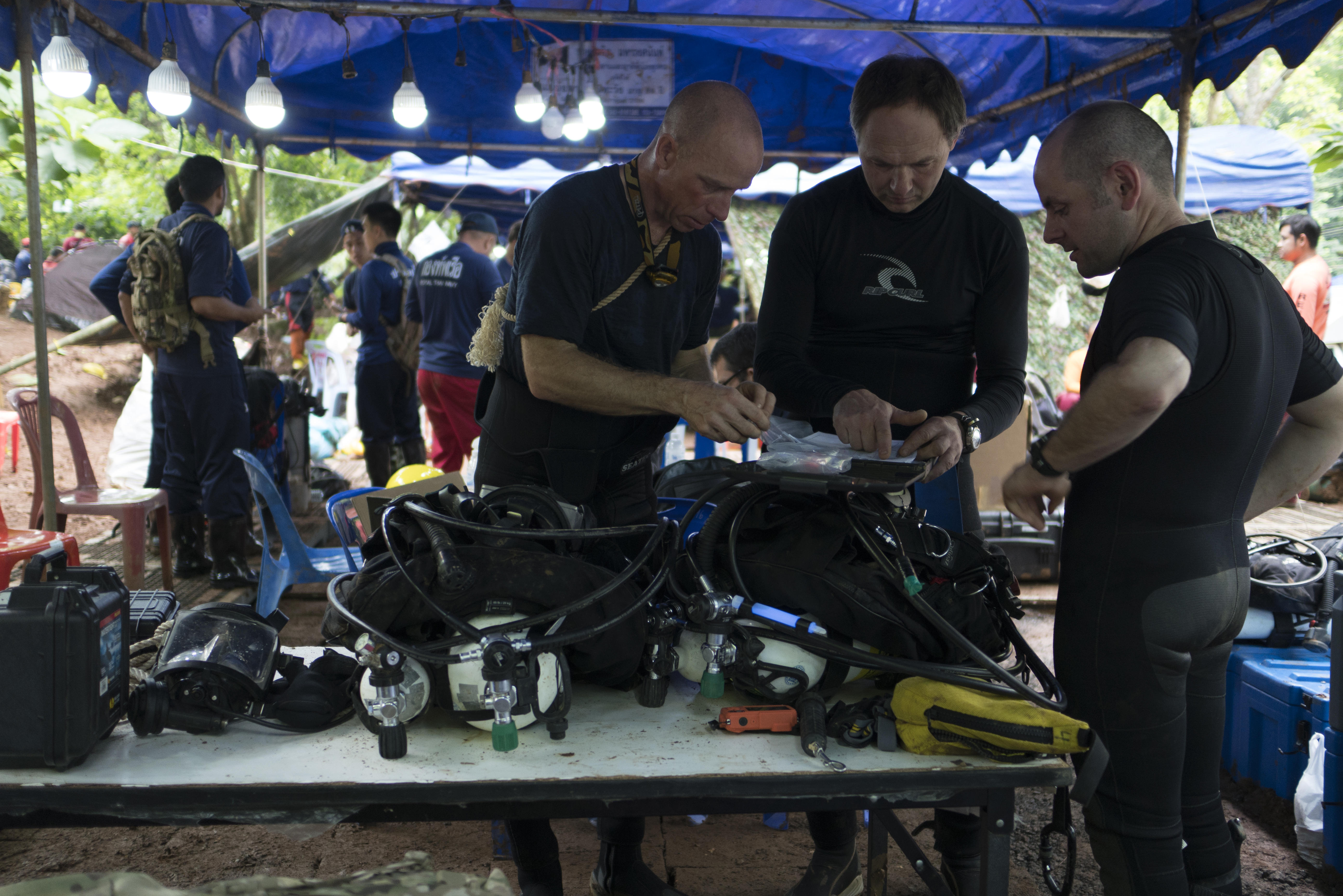
Les plongeurs préparent l’équipement de plongée le 2 juillet 2018 à la grotte de Tham Luang.

Une cellule de crise est mise en place, dirigée par Narongsak Osottanakorn qui est aussi l'ancien gouverneur de la province de Chiang Rai.
Peu à peu, plus de mille secouristes sont mobilisés, et le 2 juillet 2018, les enfants âgés de onze à seize ans ainsi que leur entraîneur âgé de 25 ans, sont retrouvés sains et saufs, perchés sur une banquette de sédiments, par deux plongeurs britanniques, Richard Stanton et John Volanthen (en), membres du British Cave Rescue Council (en), qui regroupe des secouristes experts en spéléo-plongée.
Le premier échange entre John Volanthen et les victimes fut : « Combien êtes-vous ? », « Treize », répond en anglais Adul Sam-on, l'un des jeunes footballeurs. « Treize ?... Formidable ! », lance le plongeur,.
En incluant les deux Britanniques qui ont établi le premier contact avec les rescapés, le gouvernement thaïlandais a fait appel à environ quatre-vingt-dix plongeurs dont quarante étrangers et treize « de classe mondiale », parmi lesquels l’Australien Richard Harris, qui est également anesthésiste.

### Opérations préliminaires et élaboration des tactiques
En raison de l'inondation de la grotte et de la distance de la sortie, évaluée à quatre kilomètres, des préparatifs de sauvetage sont menés en vue des opérations d'évacuation. Pour parcourir l'aller et retour dans des boyaux accidentés, avec de difficiles passages sous l’eau, jusqu’aux garçons et leur entraîneur, membres de l’équipe de football des Moo Pa (« Sangliers sauvages »), il faut à un plongeur aguerri, onze heures : six heures à l'aller et cinq heures au retour, grâce au courant. Le sauvetage s'annonce difficile.
Des pompages sont également réalisés afin de faire baisser le niveau d'eau dans les siphons et les lacs : en date du 6 juillet, 130 000 mètres cubes d’eau (de quoi remplir 50 piscines olympiques) avaient déjà été évacués de la grotte.
Dans un premier temps, les secours semblent s'orienter vers un sauvetage qui pourrait durer plusieurs semaines, le temps d'initier le groupe au matériel de plongée. Cette option permettrait d'améliorer leur santé fragilisée en raison du nombre prolongé de jours qu'ils sont restés sans manger. Ainsi, le 3 juillet, le capitaine Anand Surawan de la marine thaïlandaise annonce : « (Nous allons nous) préparer à envoyer des vivres supplémentaires pour tenir au moins quatre mois et former les 13 (membres du groupe) à la plongée tout en continuant d'évacuer l'eau ». Une attente de plusieurs mois permettrait de voir le niveau d'eau diminuer, en raison de la fin de la mousson, facilitant ainsi l'extraction du groupe.

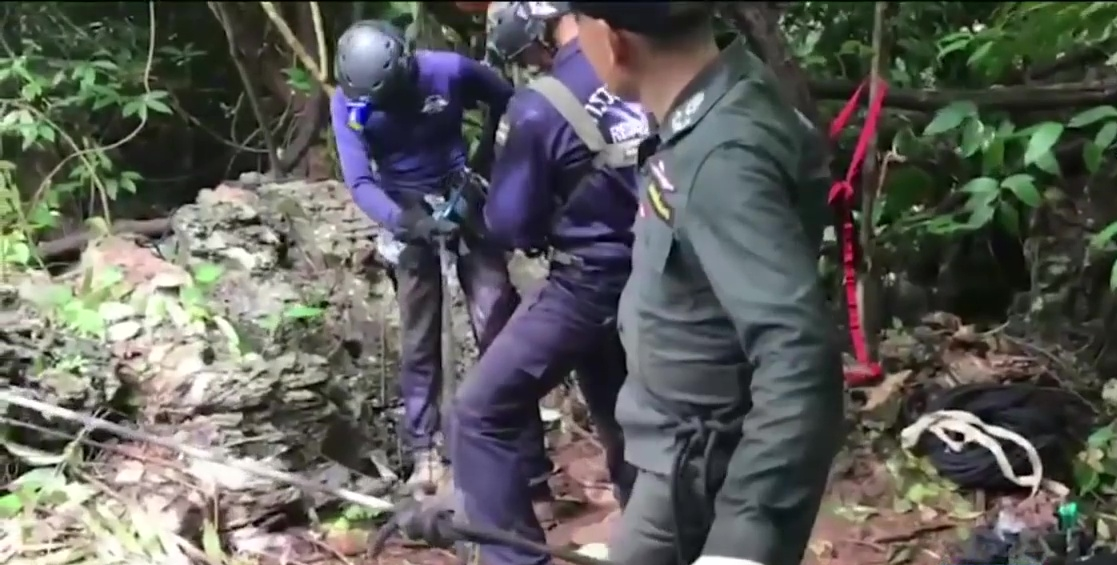
La police recherche des entrées supérieures permettant de rejoindre directement les sinistrés.

En parallèle, d'éventuelles entrées supérieures permettant d'atteindre plus facilement les rescapés sont recherchées. Ainsi, plus de 100 forages ont été réalisés.

### Suraccident et décision tactique

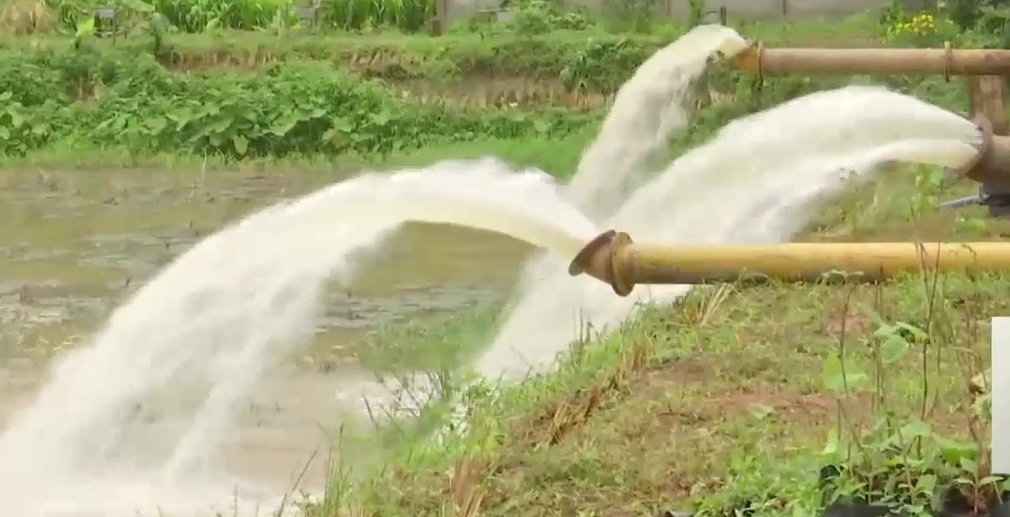
Des pompages visent à faire baisser le niveau d'eau dans les siphons et les lacs.

Le 5 juillet, le plongeur Saman Kunan, ancien membre des commandos de marine thaïlandaise, meurt sur le chemin du retour après avoir épuisé la réserve d'air de sa bouteille et avoir perdu conscience. Il avait réussi à poser des bouteilles d'air en relais sur le parcours (afin qu'elles servent lors de l'évacuation du groupe), et à approvisionner les victimes en oxygène avec son compagnon de plongée, qui a essayé de l'aider et de le ramener, en vain,.
Ce décès est un des facteurs qui va pousser les secours à s'orienter vers un sauvetage rapide, bien que cette option soit considérée comme très risquée par les spécialistes. La diminution du niveau d'oxygène dans la cavité et la dégradation des conditions météorologiques sont d'autres facteurs entraînant cette décision.
Après que les secouristes sont parvenus à insérer un tuyau de plusieurs kilomètres pour acheminer de l’oxygène, le général Chalongchai Chaiyakorn et Narongsak Osottanakorn, le chef de la cellule de crise, annoncent que les 12 enfants et leur accompagnateur seront évacués, un par un, sur deux à trois jours, à partir du dimanche 8 juillet, le temps étant compté du fait que des pluies sont attendues les jours suivants, réduisant l'espace où sont confinées les victimes.
Treize spécialistes de niveau mondial, venant de pays ayant une expertise en spéléologie, sont amenés à participer à cette opération périlleuse, en raison notamment du fait qu'aucun des enfants ne sait nager.

### Sortie progressive des rescapés
Les quatre premiers garçons sont sortis sains et saufs de la grotte le dimanche 8 juillet 2018,,.
Le lendemain 9 juillet, un nouveau groupe de quatre enfants est ramené à l'air libre pour être conduit, comme le groupe de la veille, à l’hôpital Prachanukroh de Chiang Rai, à une soixantaine de kilomètres de la grotte.
Les Navy Seals thaïlandais annoncent finalement, le 10 juillet 2018 à 19 h 50 (heure locale), que les douze garçons ainsi que leur entraîneur ont été évacués de la grotte, à l'issue d'une opération qui a duré dix-huit jours : du 23 juin au 10 juillet 2018.
Certains enfants ont été sortis « endormis » de la grotte, sous l'effet de tranquillisants destinés à calmer leurs angoisses.

### Soins aux rescapés
Le docteur Jesada Chokedamrongsuk, responsable du ministère thaïlandais de la Santé publique, a d’abord annoncé que les enfants étaient tous « en bonne santé », ne souffrant pas de fièvre, et en « bonne santé mentale ».
Cependant, après leur extraction de la grotte de Tham Luang, les treize rescapés ont été conduits en ambulance et hélicoptère à l'hôpital de Chiang Rai. Ils y sont mis en quarantaine et en observation pendant une semaine, vaccinés contre la rage et le tétanos ; la leptospirose et les infections respiratoires qui risqueraient de tourner en maladie infectieuse grave, la mélioïdose, sont également dépistées en isolement septique,.
Le 18 juillet, les douze enfants et leur entraîneur ont pu quitter l'hôpital après avoir donné une conférence de presse où ils se sont notamment tous présentés individuellement et ont raconté leur calvaire. Avant de rentrer chez eux, ils se sont rendus dans un temple pour rendre hommage au sauveteur décédé, Saman Kunan.

## Participations et impacts médiatiques

### Participations internationales
Environ 4 000 personnes ont participé, sur place ou à distance, à ces opérations de secours, dont approximativement 200 plongeurs et une centaine d'organisations et personnes étrangers, parmi lesquelles :
- Australie : Une vingtaine de personnes dont Richard Harris, plongeur et anesthésiste qui a fait partie de l'équipe médicale et qui a déterminé dans quelles conditions physiques les enfants pourraient être sortis en plongée[en 9],[en 10].
- Belgique : Ben Reymenants, propriétaire d'une école de plongée à Phuket, a contribué à la fourniture et à l'entretien du matériel de plongée ; il a également passé huit heures en plongée au cours d'une seule journée et a installé les lignes qui ont permis aux plongeurs britanniques de trouver les enfants sans se perdre dans la grotte[en 9],[en 11].
- Irlande : Jim Warny, considéré comme un des meilleurs plongeurs speleo du monde a participé à l'acheminement des enfants depuis la grotte vers la sortie.
- Canada : Erik Brown, instructeur de plongée à Vancouver, a fait partie des équipes de plongée[en 9],.
- Chine : Une équipe de six experts en secours souterrain est arrivée dès le 29 juin avec du matériel de plongée, un robot subaquatique et un système d'imagerie 3D[en 11].
- République tchèque : Le gouvernement tchèque a proposé l'envoi de quatre pompes à haute performance pouvant évacuer chacune 400 litres par seconde soit au total 5 760 mètres cubes par heure[en 12].
- Danemark : Deux plongeurs danois, Ivan Karadzic qui dirige un centre de plongée avec le Finlandais Mikko Paasi (cf. infra) et Claus Rasmussen, instructeur de plongée, ont intégré les équipes de plongée de l'opération de secours[en 9].
- Finlande : Le plongeur finlandais Mikko Paasi qui dirige un centre de plongée avec le Danois Ivan Karadzic (cf. supra) a intégré les équipes de plongée de l'opération de secours[en 9].
- Russie : …
- Royaume-Uni : …
- … [12]

### Impacts médiatiques internationaux
Les opérations de sauvetage ont été largement médiatisées dans le monde entier. En Thaïlande notamment, les éditions spéciales ont contribué à diffuser cet événement sous le sobriquet de « la saga des 13 ».
Des messages de soutien envoyés par des personnalités telles que le président américain Donald Trump, les footballeurs internationaux Lionel Messi et Paul Pogba et le chef d'entreprise Elon Musk ont été adressés aux enfants.
Le président de la FIFA, Gianni Infantino, a invité les 12 enfants à assister à la finale du Mondial 2018 le 15 juillet à Moscou ; cette invitation a été déclinée par Thongchai Lertwilairatanapong, un haut responsable du ministère de la Santé.

## Cinéma
Cet évènement inspire les films suivants :
- The Cave de Tom Waller (2019)[14],[15],[16]
- The Caved Life (2020)
- Treize Vies (Thirteen Lives) de Ron Howard sorti en 2022 et diffusé sur Prime Video,

## Télévision
Un documentaire nommé « La Grotte » (The Rescue  en version originale et Rescate en las profundidades en espanol), diffusé sur Disney+, retrace ces opérations.
Un documentaire nommé « Les 13 Rescapés : Notre enfer dans la grotte » (The Trapped 13: How We Survived the Thai Cave en version originale), diffusé sur Netflix, retrace ces opérations.
Une mini-série nommée « Le sauvetage de l’impossible » (Thai cave rescue en version originale) de Michael Russell Gunn et Dana Ledoux Miller (2022), diffusé sur Netflix, retrace ces opérations en 6 épisodes.